# Dyacopterus rickarti
Dyacopterus rickarti — вид рукокрилих, родини Криланових.

## Середовище проживання
Проживає на островах Лусон і Мінданао, у Філіппінах.

## Морфологія
Це найбільший вид у роду (вага понад 135 гр.).

## Стиль життя
Це рукокрилий високого польоту. Лаштує сідала невеликими групами в папороті, в дуплах дерев і печерах.